# Erich Akt

Erich Akt, Porträtfoto aus dem Reichstags-Handbuch 1934

Karl Otto Erich Akt (* 3. Juli 1898 in Krotoschin; † 1961 für tot erklärt) war ein deutscher Politiker (NSDAP) und SA-Führer.

## Leben und Wirken
Nach dem Besuch der Volksschule und Oberrealschule nahm Erich Akt ab 1914 am Ersten Weltkrieg teil, in dem er an der Ost- und an der Westfront eingesetzt und zweimal verwundet wurde. Außerdem wurde er mit dem Eisernen Kreuz beider Klassen ausgezeichnet. Nach dem Krieg verdiente Akt seinen Lebensunterhalt als Hilfsarbeiter beim Landratsamt Königsberg und als Bankangestellter in Berlin.
Akt trat zum 1. November 1929 in die NSDAP ein (Mitgliedsnummer 160.354). Am 1. Januar 1930 übernahm er in dieser die Aufgaben eines Sektionsführers und 1932 die eines Kreisschulungsleiters. 1933 wurde Akt Stadtverordneter und ehrenamtlicher Bezirksstadtrat in Berlin-Friedrichsfelde. 1934 folgte die Ernennung zum Gauausbildungsleiter und 1936 zum Gauinspekteur III (Ost) der Gauleitung von Groß-Berlin.
Von April 1938 bis zum Ende der NS-Herrschaft im Frühjahr 1945 saß Akt als Abgeordneter für den Wahlkreis 3 (Berlin Ost) im nationalsozialistischen Reichstag. In der SA wurde Akt am 20. April 1944 zum Oberführer ernannt. Von 1941 bis 1943 leistete er Militärdienst.
Akt galt nach dem Ende des Zweiten Weltkrieges offiziell als vermisst. 1961 wurde er vom Stadtbezirksgericht Berlin-Prenzlauer Berg mit Wirkung vom 4. Juli des Jahres für tot erklärt.

## Ehe und Familie
Akt war verheiratet mit Auguste Mathilde Gertrud Schwenzer.